# Óengus mac Mugróin
Óengus mac Mugróin (mort en 803) est un roi d'Uí Failghe, un peuple du Laigin du comté d'Offaly. Il est le fils de Mugrón mac Flainn (mort en 782), un précédent roi. Il règne de 783 à 803.

## Contexte
Un conflit interne aux  conduit Óengus en 789 à un massacrer à Cluain Ferta Mongáin (Kilclonfert, Comté d'Offaly) son  cousin-germain, leur père étaient frères, Áed mac Tomaltaig. En 803 il est tué traitreusment par les suivants de Finsnechta Cethardec mac Cellaig (mort en 808), roi régional de Leinster. Finsnechta s'assure ainsi son contrôle sur l'église de Kildare qui était l'objet de son conflit avec les Uí Failghe.
Son petit-fils  Máel Sinchill mac Mugróin (mort en 881) sera également roi d'Uí Failghe.

## Sources
- (en) Cet article est partiellement ou en totalité issu de l’article de Wikipédia en anglais intitulé « Óengus mac Mugróin » (voir la liste des auteurs).
- (en) Gearóid Mac Niocaill (en), Ireland before Vikings, Dublin, Gill & Macmillan, 1972, p. 127 Uí Failgi in the eight century
- (en) Francis John Byrne, Irish Kings and High-Kings, Dublin, Courts Press History Classics, 2001 (ISBN 1-851-82-196-1).